# Stilla havet kring
Stilla havet kring (engelska: Full Circle with Michael Palin) är en brittisk dokumentär-TV-serie från BBC, som ursprungligen visades 1997 och sändes i 10 delar, där Michael Palin reste runt Stilla havets länder i den så kallade Stillahavsregionen. Han besökte 18 länder och pratade med olika personer.
Serien sändes även i SVT under perioden 25 maj–3 augusti 1998.